# 7565 Zipfel
7565 Zipfel è un asteroide della fascia principale. Scoperto nel 1988, presenta un'orbita caratterizzata da un semiasse maggiore pari a 3,0565112 UA e da un'eccentricità di 0,1320138, inclinata di 3,32355° rispetto all'eclittica.